# Northwest Arctic Borough
Der Northwest Arctic Borough ist ein Bezirk im Bundesstaat Alaska der Vereinigten Staaten von Amerika. Bei der Volkszählung im Jahr 2020 wurden 7793 Einwohner gezählt. Der Sitz der Borough-Verwaltung ist in Kotzebue.

## Geographie
Der Bezirk hat eine Fläche von 105.573 Quadratkilometern, das ist etwa so groß wie ein Drittel von Deutschland. Davon sind 99.976 Quadratkilometer Land und 12.579 Quadratkilometer (11,93 Prozent) Wasserflächen.

## Geschichte
Das Borough wurde am 2. Juni 1986 gebildet und erhielt einen deskriptiven Namen auf der Ebene seiner geographischen Lage.

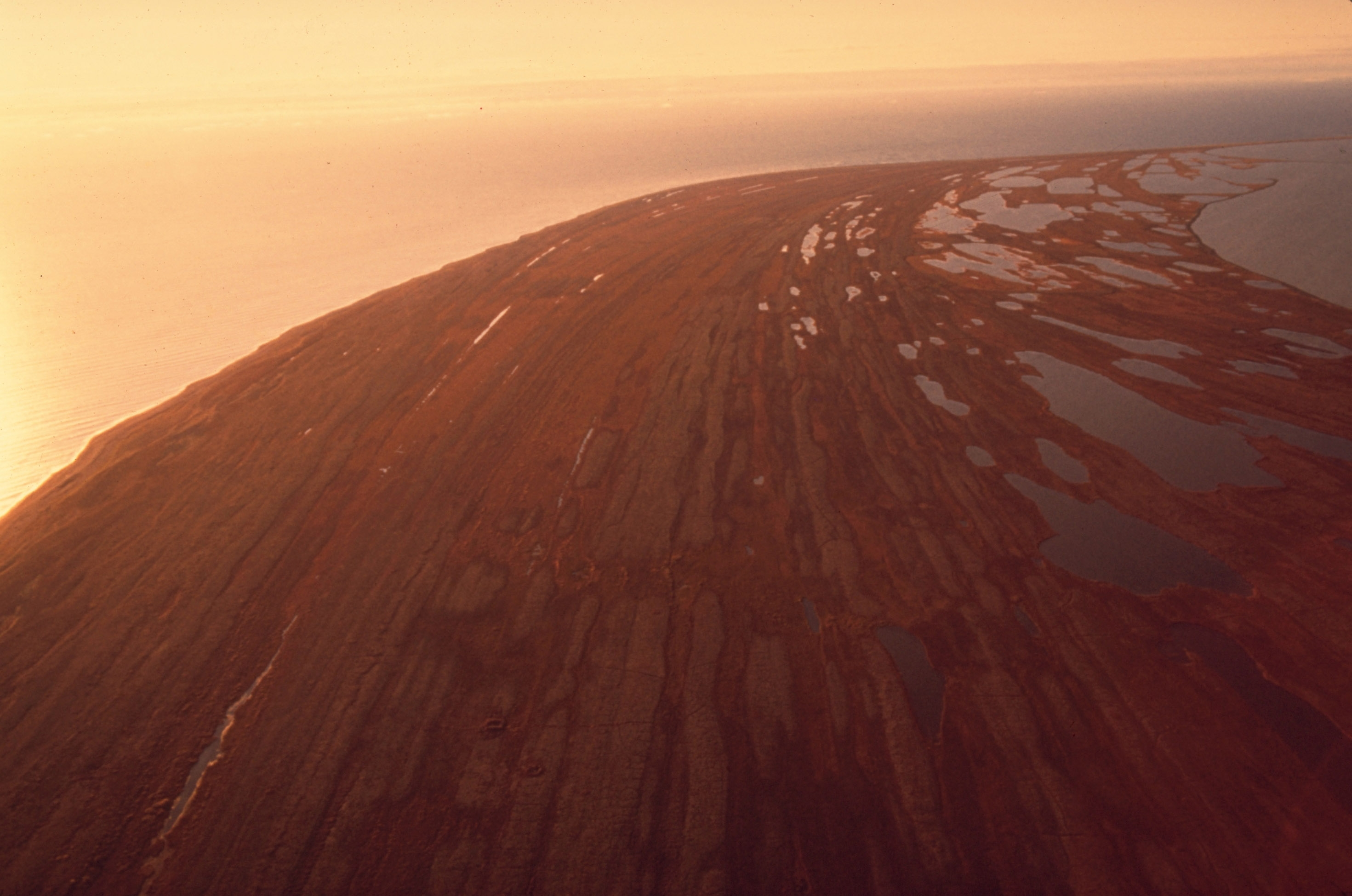
Küstenstreifen am Cape Krusenstern National Monument, das seit Juli 1973 den Status einer National Historic Landmark hat.

Drei Stätten und historische Bezirke (Historic Districts) des Boroughs sind im National Register of Historic Places („Nationales Verzeichnis historischer Orte“; NRHP) eingetragen (Stand 1. Februar 2022), darunter haben das Cape Krusenstern National Monument und der Onion Portage Archeological District den Status eines National Historic Landmarks („Nationales historisches Wahrzeichen“).

## Schutzgebiete
Mehrere Schutzgebiete liegen ganz oder zum Teil im Bereich des Northwest Arctic Boroughs:
- Alaska Maritime National Wildlife Refuge (ein Teil der Tschuktschensee-Einheit)
- Bering Land Bridge National Preserve (teilweise)
- Cape Krusenstern National Monument
- Gates-of-the-Arctic-Nationalpark (teilweise)
- Kobuk-Valley-Nationalpark
- Koyukuk National Wildlife Refuge (teilweise)
- Noatak National Preserve (teilweise)
- Selawik National Wildlife Refuge (teilweise)

## Städte und Orte
Im Northwest Arctic Borough befinden sich 10 Cities (Gemeinden) sowie 2 Census-designated places (gemeindefreie Gebiete) (Stand 2020).

### Cities
- Ambler
- Buckland
- Deering
- Kiana
- Kivalina
- Kobuk
- Kotzebue
- Noorvik
- Selawik
- Shungnak

### Census-designated places (CDPs)
- Noatak
- Red Dog Mine